# 36th Street (linea BMT Fourth Avenue)
36th Street (IPA: [ˈθɜrdi-sɪksθ strit]) è una stazione della metropolitana di New York situata sulla linea BMT Fourth Avenue. Nel 2019 è stata utilizzata da 4 254 406 passeggeri. È servita dalle linee D, N e R, attive 24 ore su 24. Durante le ore di punta fermano occasionalmente anche alcune corse delle linee Q e W.

## Storia
La stazione venne aperta il 22 giugno 1915, come parte della prima sezione della linea BMT Fourth Avenue compresa tra le stazioni di Myrtle Avenue e 59th Street. Venne sottoposta a lavori di ristrutturazione tra il 1996 e il 1997.

## Strutture e impianti
La stazione è sotterranea, ha due banchine laterali e quattro binari, i due esterni per i treni locali e i due interni per quelli espressi. Dispone di un mezzanino dove sono posizionati i tornelli, le scale per le banchine e le tre scale d'ingresso, che conducono presso l'incrocio tra Fourth Avenue e 36th Street.

## Interscambi
La stazione è servita da alcune autolinee gestite da NYCT Bus.
- Fermata autobus